# Liste der Kulturdenkmäler in Hainau
In der Liste der Kulturdenkmäler in Hainau sind alle Kulturdenkmäler der rheinland-pfälzischen Ortsgemeinde Hainau aufgeführt. Grundlage ist die Denkmalliste des Landes Rheinland-Pfalz (Stand: 8. Dezember 2023).

## Einzeldenkmäler
| Bezeichnung | Lage               | Baujahr                | Beschreibung                                                                                    | Bild |
| ----------- | ------------------ | ---------------------- | ----------------------------------------------------------------------------------------------- | ---- |
| Wohnhaus    | Brühlstraße 3 Lage | spätes 18. Jahrhundert | Fachwerkhaus, verputzt und verschiefert, wohl aus dem späten 18. Jahrhundert, Kniestock um 1900 | BW   |